# Brez
Brez és un municipi italià, dins de la província de Trento. L'any 2007 tenia 738 habitants. Limita amb els municipis de Castelfondo, Cloz, Dambel, Fondo, Laurein (BZ) i Sarnonico.

## Administració
| Període | Identitat      | Partit        |
| ------- | -------------- | ------------- |
| 2004-   | Mario Menghini | Llista cívica |